# Lanová dráha Pec pod Sněžkou – Hnědý vrch
Visutá lanová dráha Pec pod Sněžkou – Hnědý vrch je sedačková lanovka v Krkonoších. V provozu je od roku 2003, majitelem i provozovatelem je společnost Ski Pec, a. s.

## Historie
Čtyřsedačková lanovka na Hnědý vrch nad Pecí pod Sněžkou nahradila původní lyžařský vlek od firmy Transporta Chrudim. Důvodem tohoto činu bylo zvýšení kapacity přepravených lyžařů na nejdelší sjezdařské trati v Peci a také odstranění prudkého stoupání, které dělalo lyžařům používajícím vlek problémy. Stavební práce se rozeběhly v roce 2003, na konci června 2003 byly betonovány základy stanic a patky podpěr, o měsíc a půl později již bylo usazeno lano a v září byly na lano usazeny sedačky. Dodavatelem lanovky byla rakouská firma Doppelmayr, známá právě výrobou lanových drah a lyžařských vleků. 8. října se konaly zátěžové zkoušky s 230 naplněnými pivními sudy. Slavnostní zahájení provozu se uskutečnilo 8. prosince 2003. Lanovka byla původně určena pouze pro zimní provoz, sloužila tedy pouze lyžařům využívajícím jak sjezdovou trať z Hnědého vrchu, tak i běžecké tratě na hřebenech Krkonoš.
Již v roce 2005 usiloval provozovatel o provoz v letní sezóně, který by ale musela povolit Správa KRNAP, jež s ním ale nesouhlasila. Při tradiční Svatovavřinecké pouti ale letní provoz lanovky podpořil i Václav Klaus. Ochránci přírody měli obavy ze zvýšeného množství návštěvníků, kteří by také mohli využívat zakázané cesty, které od horní stanice vedou. Po jednáních Správy KRNAP s městem Pec pod Sněžkou ale byl nakonec umožněn zkušební letní provoz lanové dráhy v roce 2006. Cestujícím byl umožněn vstup na zpevněnou lesní cestu, vedoucí k přibližně 1 km vzdálené Lyžařské boudě, která se již nachází na hlavní turistické hřebenové značené trase. Letní provoz byl zahájen 1. července 2006, přičemž lanovka jezdila každý den až do konce září a o víkendech v říjnu. Provoz v letní sezóně byl zachován i v letech 2007 a 2008. 
Na podzimu roku 2008 byla na Hnědém vrchu poblíž horní stanice lanové dráhy zahájena stavba nové, 27 m vysoké rozhledny, která by měla dle plánů města a provozovatele lanovky zvýšit turistický ruch v této oblasti a ulehčit tak přetíženému Růžovému dolu a lanovce na Sněžku. Rozhledna byla slavnostně otevřena 8. července 2009.

## Technické parametry
Lanovka na Hnědý vrch je osobní visutá jednolanová dráha oběžného systému s pevným uchycením čtyřmístných sedaček. Je dlouhá 1168 m (šikmá, skutečná délka), vodorovná délka činí 1118 m, převýšení 317 m. Dráha má dvě stanice – Pec pod Sněžkou (895 m n. m.) a Hnědý vrch (1212 m n. m.). Původní dopravní rychlost byla 2,2 m/s, kapacita tak činila 1290 osob/hod. Po zvýšení rychlosti v roce 2006 na 2,6 m/s přepraví lanovka za hodinu 1460 cestujících, jízda trvá 8,5 minuty. Na laně je zavěšeno 96 čtyřmístných sedaček, podpěr bylo vystavěno 12 (z toho jedna tlačná, jedna nosnotlačná a ostatní nosné).

## Provoz

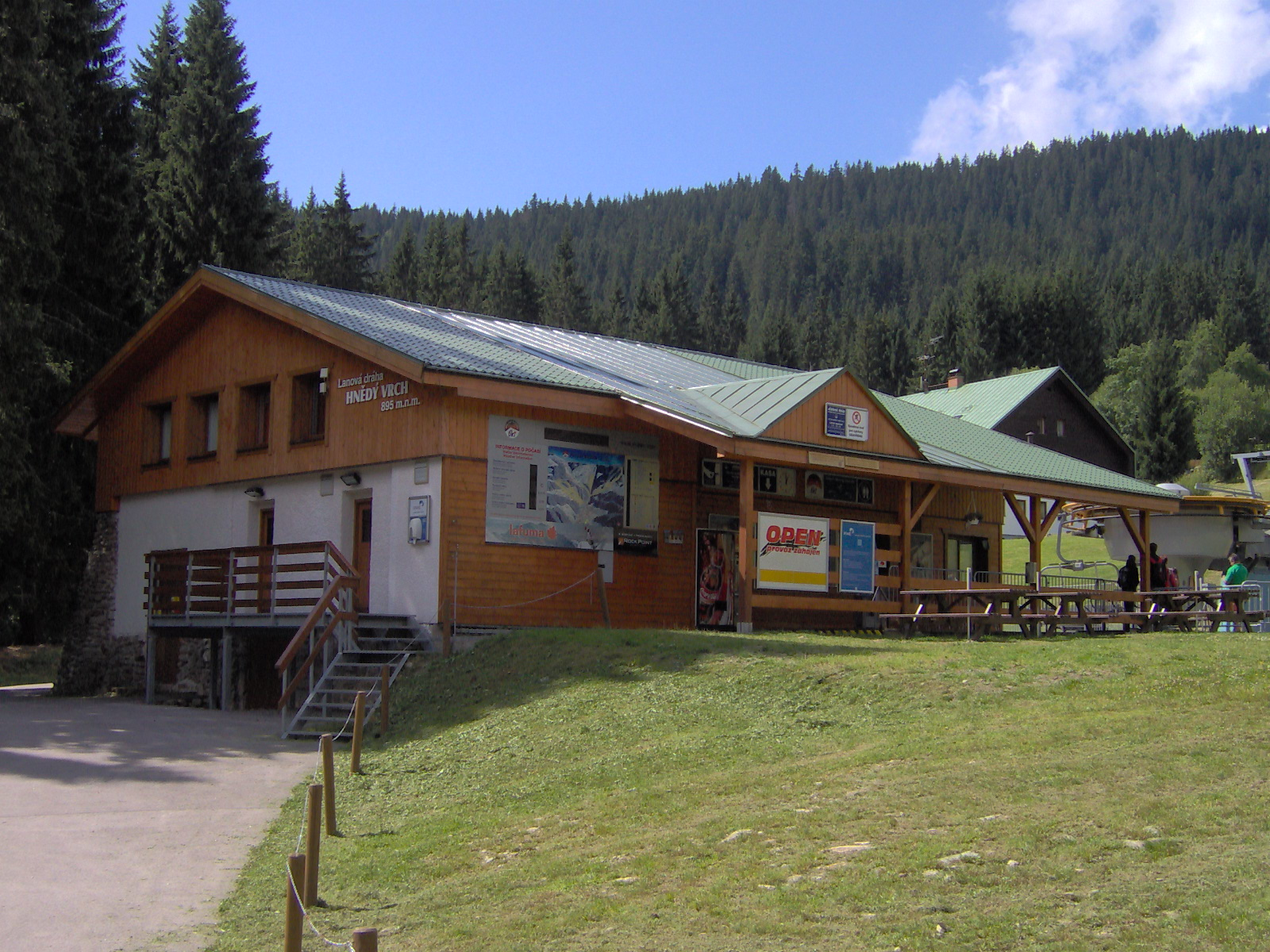
Dolní stanice lanové dráhy

Během zimní sezóny je lanová dráha v provozu podle sněhových a klimatických podmínek.
Provozní schéma první letní sezóny v roce 2006 se téměř nezměnilo. Lanová dráha jezdí v roce 2008 v hodinovém intervalu mezi 9. a 16. hodinou od začátku července do konce září každý den, v říjnu v pátek a o víkendech. V roce 2006 byl říjnový provoz omezen pouze na víkendy.
Roku 2006 činila cena za jednu jízdu (nahoru nebo dolů) 40 Kč, v roce 2008 již byla cena zvýšena na 60 Kč. Na lanovce je též umožněna přeprava jízdní kol.